# Most Wieriebiński
Most Wieriebiński – most kolejowy nad Wąwozem Wieriebińskim i rzeką Wierebja (Веребья), niedaleko stacji Wieriebie, na linii Petersburg – Moskwa. Pierwszy most zbudowano w 1851 roku według projektu inżyniera Dmitrija Iwanowicza Żurawskiego. W chwili otwarcia był najwyższym i najdłuższym mostem kolejowym w Rosji. W 2001 roku oddano do użytku nowy most.

## Historia

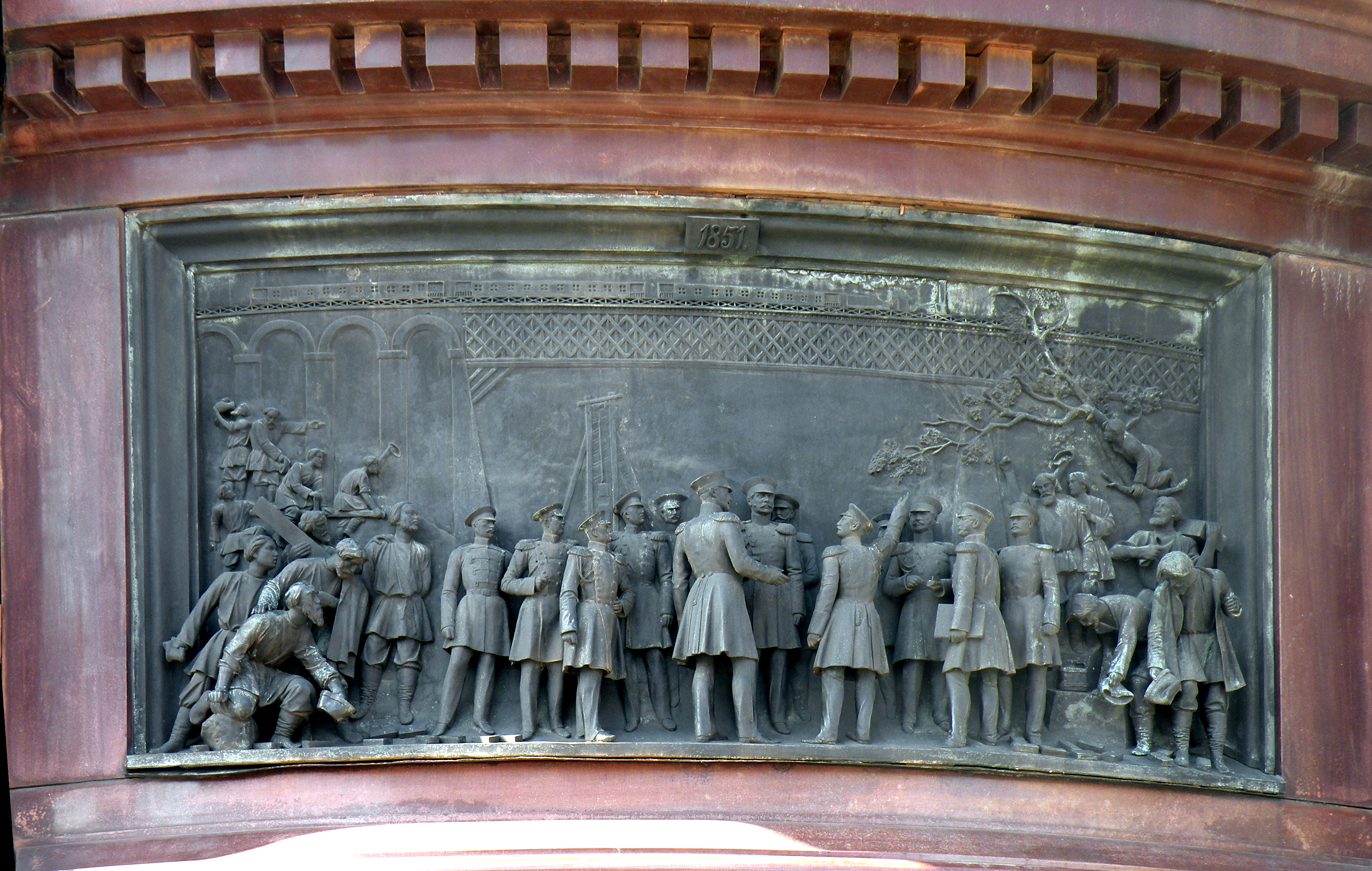
Mikołaj I przy moście Wieriebińskim. Płaskorzeźba na cokole pomnik Mikołaja I w Petersburgu.

Na zbudowanej w 1851 roku Moskiewsko-Petersburskiej linii kolejowej nachylenie trasy w kierunku Moskwy wynosiło 5‰, tylko w jednym miejscu było większe. Na odcinku między stacjami Burga i Torbino z powodu ukształtowania terenu powstał podjazd o długości 17,6 km i nachyleniu 8‰. Część tego podjazdu przebiegała nad wyżłobionym przez rzeczkę Wierebję głębokim wąwozem. Zdecydowano, że nad wąwozem zostanie zbudowany most, co było tańszą inwestycją niż nasyp.
Most zbudowano według projektu inżyniera Dmitrija Iwanowicza Żurawskiego. Składał się z 9 przęseł o długości 49,7 m każde. Ich konstrukcję wzorowano na systemie amerykańskiego inżyniera Williama Howe'a (drewniane elementy łączone żelaznymi klamrami). Przęsła osadzono na 8 drewnianych podporach z kamiennymi fundamentami. Przyczółki tworzyło 7 kamiennych łuków o rozpiętości 6,4 m. Wysokość mostu nad poziomem rzeki wynosiła 43 metry.
Z powodu stromizny odcinek nad wąwozem Wieriebińskim był bardzo trudny do pokonania dla pociągów jadących w kierunku Moskwy. Ówczesne parowozy nie miały wystarczającej mocy, żeby przeciągnąć na tym podjeździe całe składy. Z tego powodu przed podjazdem dzielono pociągi na zestawy po 10-12 wagonów i tak wciągano na wyższą część trasy. Żeby usprawnić przetaczanie zestawów na tym odcinku stale dyżurowały 4 dodatkowe lokomotywy. Z kolei w pociągach jadących w kierunku Petersburga często hamulce nie były na tyle sprawne, żeby wystarczająco zmniejszyć szybkość i na most Mstiński składy wjeżdżały z szybkością znacznie przekraczającą dopuszczalną. Gdyby nie to, że trasa była prawie zupełnie prosta, mogło dojść do wykolejeń. Zdarzały się przypadki zerwania zaczepów łączących wagony. Katastrof nie dało się uniknąć. 12 lutego 1852 roku, ze stacji Wieriebje stoczyło się kilka wagonów towarowych, na które najechał pociąg nadjeżdżający z Petersburga. Zginęło 5 osób. Komisja, przeprowadzająca inspekcję w 1874 roku, stwierdziła zły stan techniczny drewnianych elementów mostu Wieriebińskiego, a cały odcinek (podjazd i most) uznała za "skrajnie utrudniający eksploatację linii".
Od 1868 roku na linii Moskiewsko-Petersburskiej zaczęto zastępować mosty o konstrukcji drewnianej żelaznymi. Co do mostu Wieriebińskiego zdecydowano, że nie będzie przebudowywany. Zamiast tego zbudowano objazd, biegnący po zboczach wąwozu, a nad rzeką Wieriebją tory ułożono na ziemnym nasypie z kamiennym przepustem o szerokości 6 m. Nachylenie trasy zmniejszyło się do 6‰. W latach 1876–1880 w budowie objazdu brał udział polski inżynier Michał Kierbedź, syn Stanisława Kierbedzia. W 1881 roku otwarto "Objazd wzniesienia Wieriebińskiego". Starą, prostą linię rozebrano, a most pozostawiono własnemu losowi.
Pod koniec lat 90. zapadła decyzja, że trasa Moskwa – Petersburg będzie linią superekspresową, a pociągi mają po niej jeździć docelowo z szybkością 250-300 km/h. W związku z tym w latach 1996-99 przeprowadzono remont/rekonstrukcję linii. W tym również objazdu Wieriebińskiego. Jednak już rok później postanowiono dopiero co przebudowany objazd zlikwidować i przywrócić prosty przebieg linii (dla dzisiejszych lokomotyw nachylenie występujące nawet na tym odcinku nie jest już żadnym problemem). Skróciłoby to trasę tylko o 5 km, ale pozwoliłoby uniknąć obniżania prędkości pociągów na objeździe (już wcześniej musiały tam zwalniać ze 180 do 110-120 km/h).
Przy prostowaniu trasy powstał nowy most o wysokości 50 metrów i długości 550 m. Budowa trwała niecały rok (od lutego do października 2001 roku). Jesienią 2001 roku pociągi wróciły na most Wieriebiński. Torowisko i instalacje związane z objazdem rozebrano. Mimo likwidacji objazdu nie zmieniono kilometrażu linii i tak po znaku "205" następny ma oznaczenie "211".

## Palec Imperatora
Z istnieniem objazdu Wieriebińskiego wiąże się historia, którą można śmiało zaliczyć do legend miejskich. Trasa linii Petersburg – Moskwa biegnie prawie po linii prostej (odległość w linii prostej między tymi miastami wynosi 638 km, długość linii kolejowej – 644 km). Przez lata pokutowała teoria, jakoby car Mikołaj I zdecydował o przebiegu linii Petersburg – Moskwa w sposób najprostszy z możliwych. Po prostu przyłożył do mapy linijkę i połączył linią Moskwę z Petersburgiem. Ale że trzymał linijkę niezbyt starannie, to właśnie w okolicy wąwozu Wieriebińskiego obrysował ołówkiem czubek swojego palca. Ponieważ nikt nie ośmieliłby się zakwestionować decyzji cara zbudowano linię właśnie tak – po prostej, ale z łukiem odwzorowującym zarys imperatorskiego palca.
W rzeczywistości "palec Imperatora" okazał się być sposobem na problemy, jakie powstały wskutek ścisłego trzymania się zaleceń carskich decydentów. Zgodnie z tymi zaleceniami linię budowano po jak najkrótszej trasie, nie licząc się z przeszkodami, z których najpoważniejszą był wąwóz nad Wieriebją.
|                                                  |                                                                  |                                                  |
| Drewniany most Wieriebiński. Lata 60. XIX wieku. | Nasyp z przepustem nad rzeką Werebją na trasie objazdu z 1881 r. | Trasa objazdu wieriebińskiego na mapie z 1941 r. |

## Źródła historyczne
- РГИА, ф. 258, оп. 9, д. 1803. «О проведении обводной ветви между станциями Бурга и Торбино для устранения затруднений в движении поездов по Николаевской железной дороге». 1875 г.
- РГИА, ф. 446, оп. 28, д. 2. «Об открытии Веребьинского обходного пути на Николаевской ж. д.» Доклад № 167. 17 сентября 1881 г.

## Literatura
- Белелюбский А., Очерк постройки обходной линии Веребьинского подъема на Николаевской железной дороге, 1889
- Historia transportu kolejowego w Rosji, Sankt-Petersburg 1994,